# 99designs
99designs — це компанія, що знаходиться в Мельбурні, Австралія, яка управляє платформою для фрілансерів, що з'єднує графічних дизайнерів і клієнтів.Компанію засновано у 2008 році, і вона має офіс у США, розташований в Окленді, Каліфорнія.

## Історія
99designs був заснований Метом Міцкевичем і Марком Харботтлом як дочірній продукт SitePoint, вебсайту, створеного у 1998 році як форум для веб-розробників і дизайнерів. Дизайнери на цьому форумі почали організовувати конкурси на основі вигаданих брифів від клієнтів. Засновники вирішили спробувати стягувати плату за публікацію брифів для реальних проєктів, в результаті чого 99designs став окремою компанією, що спеціалізується на конкурсах.
У 2008 році компанія відкрила офіс у Сан-Франциско, оскільки більшість початкових клієнтів і дизайнерів платформи були зі Сполучених Штатів. Пізніше штаб-квартиру було перенесено до Окленда, штат Каліфорнія. До 2012 року на сайті зареєструвалося 175 000 дизайнерів зі 192 країн. До 2016 року їхня кількість наблизилася до мільйона. Пізніше платформа була оновлена, щоб дозволити клієнтам безпосередньо шукати та наймати дизайнерів, не беручи участі в конкурсах.
У 2012 році компанія придбала європейського конкурента під назвою 12designer, який базується в Німеччині. Цей офіс став європейською штаб-квартирою 99designs. У 2013 році компанія придбала бразильського конкурента LogoChef. У 2017 році компанія знову переїхала до Мельбурна.
У жовтні 2020 року компанію придбала американо-ірландська корпорація Cimpress.

## Фінанси
У 2011 році компанія залучила 35 мільйонів доларів США фінансування від Accel Partners та інших інвесторів. У 2015 році було зібрано ще 10 мільйонів доларів.
У 2017 році компанія досягла прибутковості, а в лютому 2018 року її річний дохід становив 60 мільйонів доларів.